# (152212) 2005 RG
152212 (2005 RG) là một tiểu hành tinh vành đai chính được phát hiện ngày 1 tháng 9 năm 2005 bởi James Whitney Young ở Đài thiên văn Núi bàn gần Wrightwood, California.